# Waitaca flavostigma
Waitaca flavostigma är en stekelart som beskrevs av Marsh 1993. Waitaca flavostigma ingår i släktet Waitaca och familjen bracksteklar. Inga underarter finns listade i Catalogue of Life.